# Louis Trousselier
Vous lisez un « bon article » labellisé en 2022.
Louis Trousselier, né le 29 juin 1881 à Paris et mort le 24 avril 1939 dans la même ville, est un cycliste français.
Professionnel entre 1901 et 1914, il a notamment remporté le Tour de France 1905 et terminé troisième de cette épreuve l'année suivante. Au total, il remporte treize victoires d'étapes en dix participations à la Grande Boucle. Il obtient par ailleurs de très bons résultats sur les classiques : vainqueur de Paris-Roubaix en 1905 et de Bordeaux-Paris en 1908, il monte plusieurs fois sur le podium de ces deux épreuves, de même qu'aux championnats de France. Il termine également troisième de la course aux points des Jeux olympiques de 1900.
Engagé comme motocycliste au sein de la 5e armée lors de la Première Guerre mondiale, il met un terme à sa carrière professionnelle à l'issue du conflit et reprend alors le commerce de ses parents, fleuristes sur le boulevard Haussmann à Paris.
Excellent tacticien mais grimpeur moyen, Louis Trousselier construit ses principaux succès grâce à ses qualités d'endurance. Il est également décrit comme un coureur fantasque, à l'esprit joueur.

## Biographie

### Enfance
Louis Trousselier naît le 29 juin 1881 au domicile de ses parents, au no 12 de la rue de Port-Mahon, dans le 2e arrondissement de Paris. Originaires du village de Vimenet dans l'Aveyron, ses parents tiennent un magasin de fleurs sur le boulevard Haussmann. Son père est également directeur d'un manège à Paris.
Louis est l'aîné des six frères de la famille, qui comprend Léopold, Marius, Albert, André, également cycliste professionnel et vainqueur de Liège-Bastogne-Liège en 1908, et Auguste. Dès son plus jeune âge, il aide ses parents en livrant à vélo des bouquets de fleurs dans tout Paris. La famille s'installe alors à Levallois, où son père cultive ses propres fleurs. Le cyclisme occupe une place importante dans la famille Trousselier : les frères participent le dimanche à des courses de quartier, tandis que leur père aménage une piste en terre battue pour permettre à ses fils de s'entraîner.

### Cycliste amateur
Louis Trousselier se distingue dès ses premières courses dans la catégorie des amateurs. Ainsi, il gagne Paris-Château-Thierry en 1897 et 1898, une épreuve que son frère Léopold avait déjà remportée en 1896.
En 1899, il termine 2e du Paris-Rouen, remporte Paris-Meaux en juin et la Coupe Galitzin le mois suivant, organisée par le Vélo Club de Levallois et disputée sur une distance de cent kilomètres de Paris à Rambouillet et retour. L'année suivante, il gagne le prix Dubonnet sur 50 kilomètres entre Rambouillet et Saint-Chéron-du-Chemin, Paris-Pontoise et le Grand Prix municipal couru entre Paris et Coulommiers.
Engagé aux Jeux olympiques de 1900 qui se tiennent à Paris en marge de l'Exposition universelle, il abandonne sur l'épreuve de 25 kilomètres mais prend la troisième place de la course aux points sur 5 kilomètres, une épreuve non reconnue par le Comité international olympique,.
À la fin de l'année 1900, Louis Trousselier décide de passer professionnel et fait une demande de licence en ce sens à l'Union vélocipédique de France.

### Carrière professionnelle

#### Premiers succès (1902-1903)

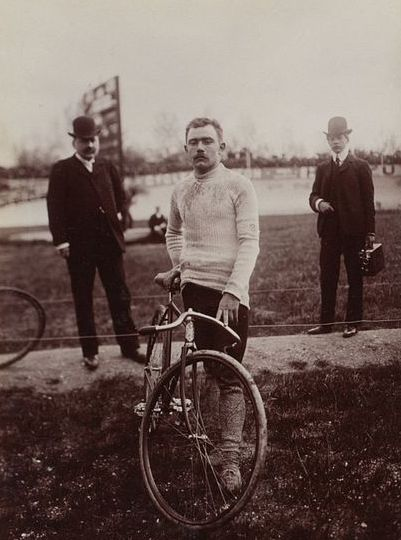
Trousselier en 1903 lors de Bordeaux-Paris, qu'il termine à la deuxième place avant d'être disqualifié.

Passé professionnel en 1901, Louis Trousselier roule l'année suivante sur un vélo de la marque américaine Cleveland, qui engage également Lucien Lesna et Édouard Wattelier. Il remporte son premier succès majeur au mois d'août, la course Paris-Rennes, une épreuve longue de 344 kilomètres organisée par la Pédale rennaise sous le patronage de L'Auto. Échappé en compagnie du coureur suisse Michel Frédérick aux points de contrôle du Mans et de Laval, il franchit seul la ligne d'arrivée du vélodrome Laënnec avec treize minutes d'avance sur son rival.
Quelques jours plus tard, il s'impose devant Henri Gauban et Hippolyte Aucouturier sur Toulouse-Luchon-Toulouse, puis au mois de septembre, il bat le record du brevet routier organisé par l'Union vélocipédique de France sur 150 km entre Champigny-sur-Marne, Montereau-Fault-Yonne et retour. Il parcourt la distance en 4 h 49, améliorant ainsi le précédent record de douze minutes. Il est affecté à la fin de l'année 1902 au 102e régiment d'infanterie à Chartres pour y commencer son service militaire.
En avril 1903, après s'être classé 3e de Paris-Roubaix, il s'impose sur la course Roubaix-Anvers, devant le coureur belge Oscar Lepoutre, puis sur Guingamp-Lamballe-Guingamp devant Claude Chapperon. Au mois de mai, il prend la 2e place de la classique Bordeaux-Paris derrière Hippolyte Aucouturier, mais il est finalement disqualifié pour avoir été entraîné dans le sillage d'une voiture pendant la course. Cette disqualification entraîne dans un premier temps sa suspension à vie par l'Union vélocipédique de France, ce qui le prive d'un engagement sur la première édition du Tour de France.

#### Victoire sur le Tour de France et Paris-Roubaix (1905)
« La victoire de Trousselier échappe à tout éloge. Jamais un homme en une saison n'avait accumulé une telle quantité de victoires. [...] Nous tenons en Trousselier un homme de première valeur, l'un de ces athlètes qui marquent une place considérable dans l'histoire d'un sport. »

— Henri Desgrange, L'Auto du 31 juillet 1905

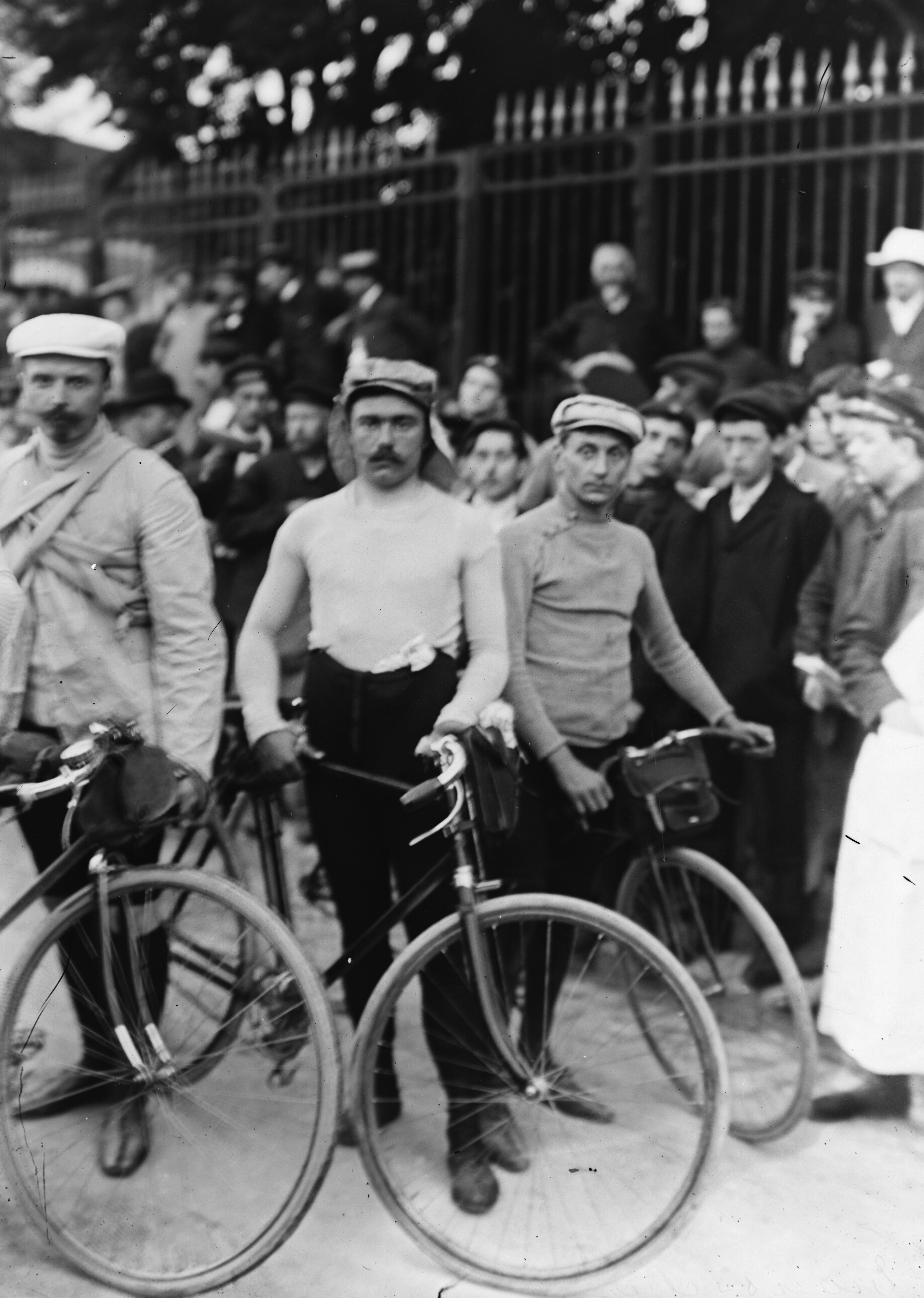
Louis Trousselier (au centre de l'image) pendant le Tour de France 1905.

Âgé de vingt-quatre ans au début de la saison 1905, Louis Trousselier poursuit son service militaire au 101e régiment d'infanterie à Saint-Cloud, puis à Nogent-le-Rotrou où il office comme maître-nageur. Il bénéficie néanmoins de larges permissions pour s'entraîner et courir. C'est ce qui lui permet de s'aligner le 23 avril au départ de Paris-Roubaix, donné à Chatou par le double vainqueur de l'épreuve, Lucien Lesna. À Amiens, trois coureurs ont pris la tête de la course : Henri Cornet, René Pottier et Louis Trousselier. Ce dernier fait la différence avant le point de contrôle d'Arras et s'impose finalement au vélodrome de Roubaix avec sept minutes d'avance sur le second, René Pottier. Le 21 mai, Trousselier figure parmi les 36 coureurs au départ de Bordeaux-Paris, la plus longue classique de la saison avec un parcours de 592 kilomètres. Après sa victoire à Roubaix, il est logiquement cité parmi les favoris de l'épreuve, au même titre que ses coéquipiers Hippolyte Aucouturier et René Pottier. Peu après la mi-course, au passage de Tours, les trois hommes sont d'ailleurs en tête. Ils possèdent alors une avance de 22 minutes sur Henri Cornet et près d'une heure sur Paul Chauvet. À Blois, les trois coureurs de tête sont encore groupés mais Louis Trousselier lâche finalement prise avant Orléans. Il abandonne définitivement au contrôle d'Angerville. À l'arrivée, jugée à Ville-d'Avray, Hippolyte Aucouturier devance René Pottier d'une longueur.

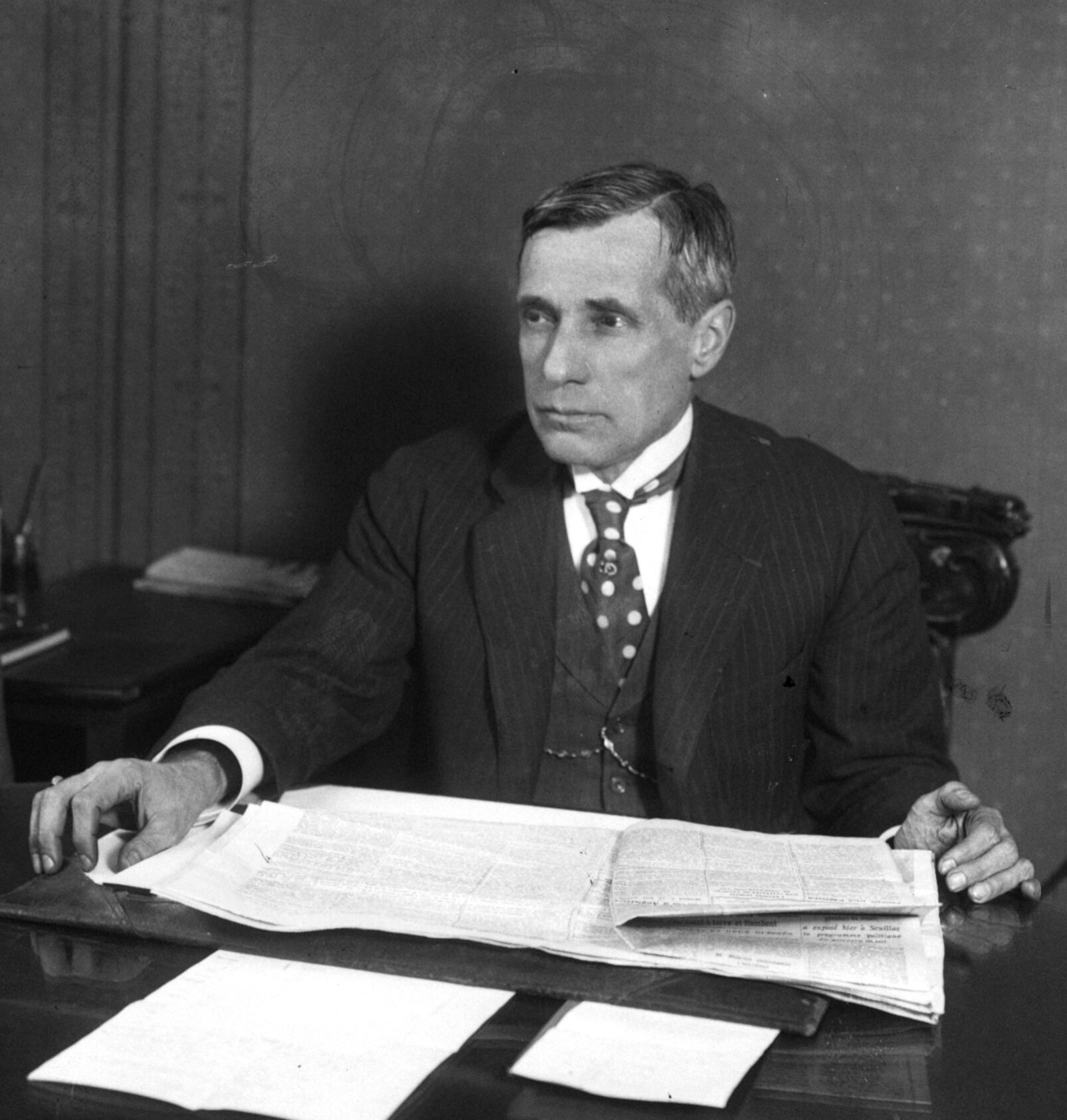
Henri Desgrange, rédacteur en chef de L'Auto et directeur du Tour de France.

À la suite du scandale du Tour de France 1904, le directeur de la course, Henri Desgrange, envisage un temps de renoncer à organiser une nouvelle édition de son épreuve, mais décide finalement d'en préserver la tenue. Il apporte un certain nombre de modifications au règlement afin de mieux contrôler le déroulement de la course et d'éviter les irrégularités constatées l'année précédente. Les étapes, désormais au nombre de onze, sont plus courtes, de sorte que les coureurs ne roulent plus la nuit. Le classement général au temps est remplacé par un classement par points.

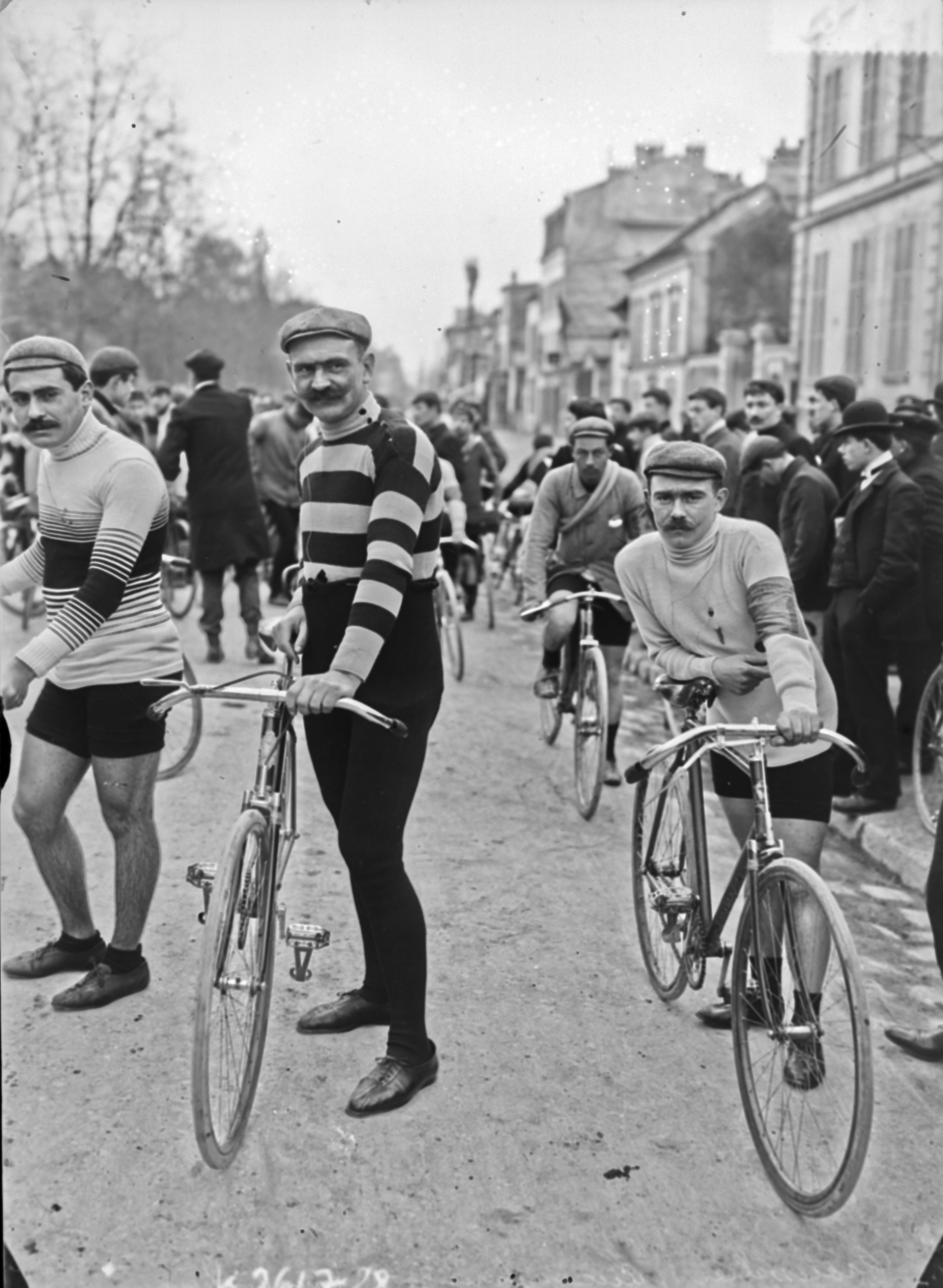
Les deux adversaires du Tour 1905, Aucouturier (au centre) et Trousselier (à droite), ici au départ de Paris-Roubaix 1906.

Pour autant, dès la première étape entre Paris et Nancy, des clous sont jetés sur la route, ce qui entraîne l'élimination de vingt-neuf coureurs ayant dépassé les délais, fixés à 50 % du temps du vainqueur. À cela s'ajoute l'abandon de quinze autres coureurs. Devant le trop faible nombre de coureurs encore en lice et afin de préserver l'attrait de son épreuve, Henri Desgrange repêche les victimes des crevaisons, tout en leur infligeant une pénalité de 75 points, ce qui ne leur permet plus de jouer un rôle au classement général. Dès lors, Louis Trousselier, vainqueur de cette première étape, se trouve idéalement placé pour la victoire finale.
La deuxième étape emprunte pour la première fois le col du Ballon d'Alsace, dans lequel Trousselier est distancé par René Pottier, le premier « roi de la montagne », bien meilleur grimpeur que lui. Pottier, finalement 2e à l'arrivée à Besançon derrière Hippolyte Aucouturier, prend la tête du classement général avec un total de 7 points, devant Trousselier et Aucouturier, à égalité avec 9 points. Pottier est cependant affaibli par un tendon qui le fait souffrir depuis une chute lors de la première étape. Il abandonne la course au départ de la troisième étape vers Grenoble, que Trousselier remporte. Dès lors, il consolide sa place de leader en s'imposant à Nîmes, Bordeaux et Rennes. Outre ses cinq victoires d'étapes, Trousselier fait preuve d'une grande régularité tout au long de l'épreuve. Il remporte le Tour de France avec un total de 35 points, contre 61 à Aucouturier.

#### Victoires d'étapes sur le Tour de France et performances sur les classiques (1906)

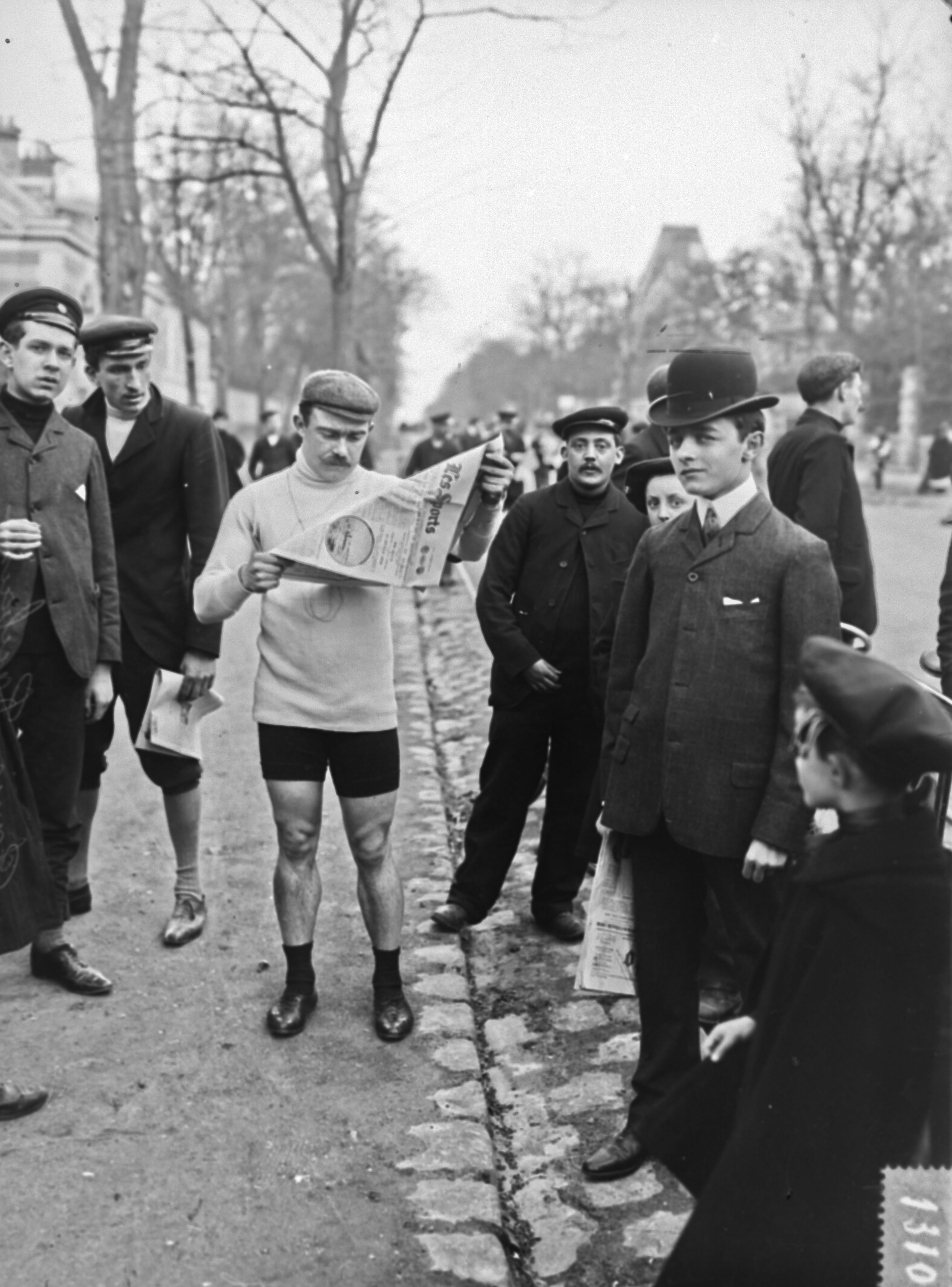
Louis Trousselier, en toute décontraction, avant le départ de Paris-Roubaix 1906.

Le 15 avril 1906, Louis Trousselier participe à la première grande course de la saison, Paris-Roubaix, en tant que tenant du titre. À Doullens, il se retrouve avec Hippolyte Aucouturier, René Pottier, Georges Passerieu, César Garin, Marcel Cadolle et Henri Cornet au sein d'un peloton de sept coureurs en tête de la course, aux prises avec un vent violent. Une sélection s'opère dans la côte à la sortie de cette ville, traditionnel juge de paix de l'épreuve lors de ses premières éditions. Cadolle et Cornet s'échappent définitivement. Louis Trousselier doit se contenter de la 4e place à 8 min 45 s du vainqueur, Henri Cornet,. Début mai, à la lutte avec ces deux-mêmes coureurs dans Bordeaux-Paris, il est distancé dans une côte à la sortie de Dourdan et prend la 3e place de la classique.

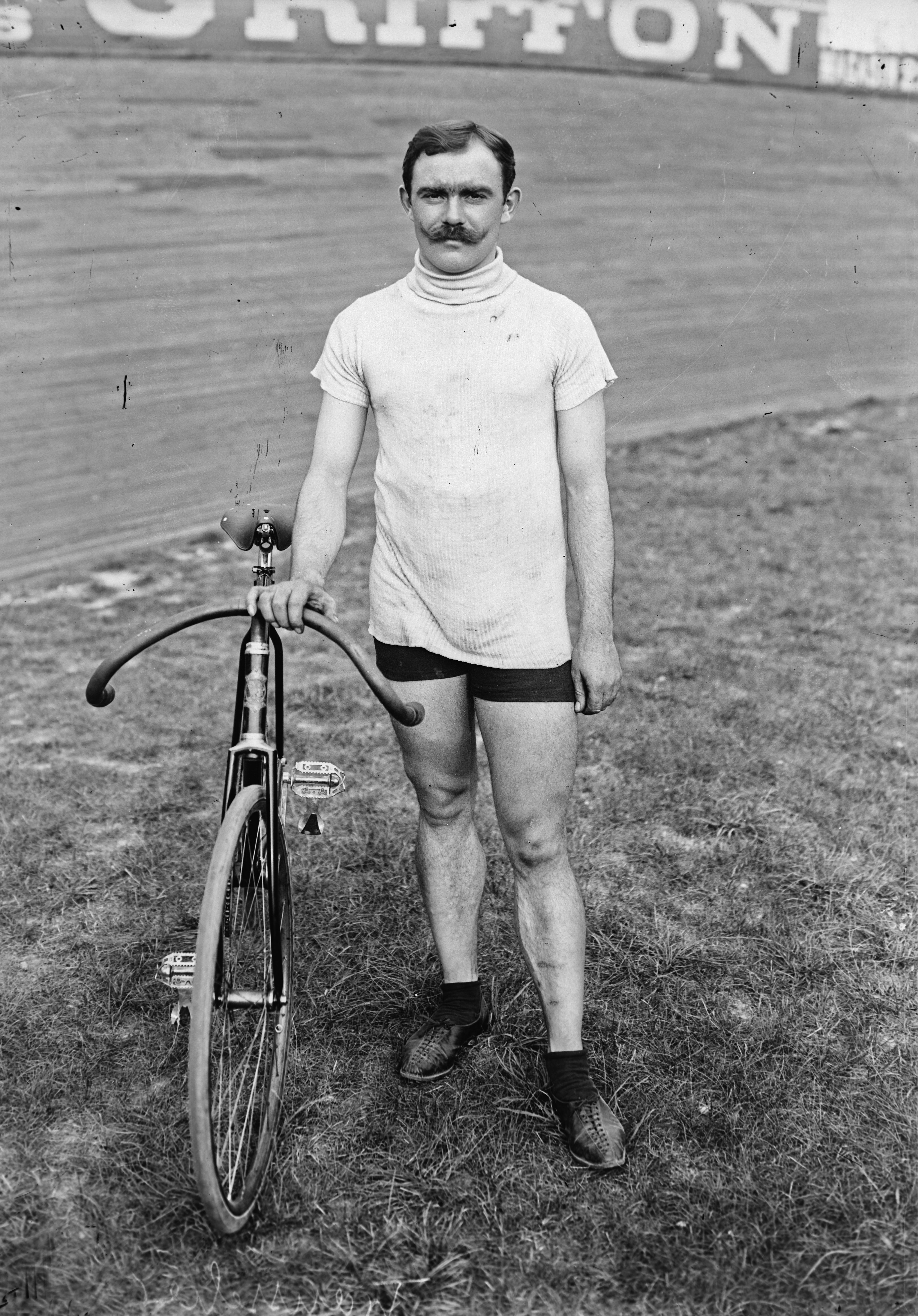
Louis Trousselier au vélodrome Buffalo en 1906.

Vainqueur de l'édition précédente, Louis Trousselier est logiquement cité parmi les favoris pour la victoire finale dans le Tour de France 1906, au même titre que son coéquipier chez Peugeot, René Pottier. Ce dernier, meilleur grimpeur et plus régulier, remporte finalement l'épreuve, tandis que Trousselier, vainqueur de quatre étapes, monte sur la troisième marche du podium.
Arrivé en tête à Bayonne lors de la sixième étape, Trousselier aurait pu ajouter à son compte un cinquième succès, mais il est finalement déclassé après la réclamation porté par le second de l'étape, Jean-Baptiste Dortignacq. Lors de l'étape suivante, vers Bordeaux, les deux hommes en viennent aux mains.

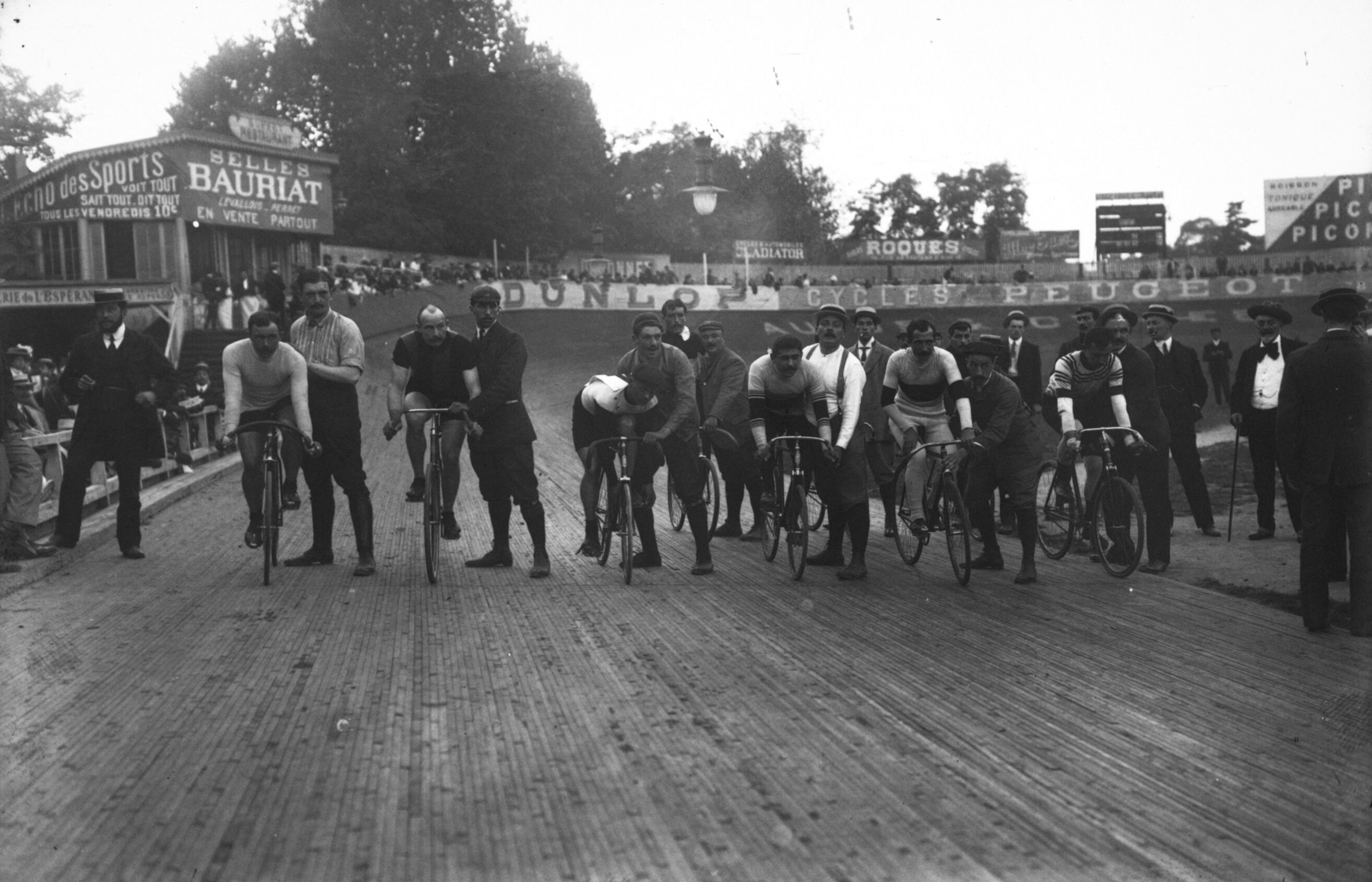
Trousselier (à gauche) au départ du Bol d'or 1906.

Au mois de septembre, il confirme ses bonnes dispositions sur les classiques en remportant l'épreuve Paris-Tourcoing, considérée comme « le Paris-Roubaix de fin d'année », puis en prenant la deuxième place de Paris-Tours derrière Lucien Petit-Breton.
Louis Trousselier se distingue également sur piste avec la deuxième place de l'édition 1906 du Bol d'Or, une épreuve de 24 heures disputée au vélodrome Buffalo de Paris.

#### Nouvelles victoires d'étapes sur le Tour (1907)
En 1907, Louis Trousselier affiche une condition satisfaisante dès les premières courses de la saison. Il se classe troisième de Paris-Roubaix malgré une chute à Arras qui brise son guidon, puis une crevaison. Au mois de mai, il est également troisième du championnat de France et deuxième de Paris-Dieppe.
Au départ du Tour de France, Trousselier affiche une forme étincelante et remporte la première étape entre Paris et Roubaix. Un incident se produit à l'arrivée de la deuxième étape à Metz : le commissaire chargé de juger l'ordre d’arrivée des coureurs ne parvient pas à les identifier correctement et commet une méprise. C'est Émile Georget qui est déclaré vainqueur, mais l'équipe Alcyon, qui emploie Trousselier, adresse une protestation à l'organisateur. Quelques jours plus tard, la victoire est attribuée aux deux hommes. Finalement, l'ensemble de l'équipe Alcyon se retire avant le départ de la dixième étape entre Bordeaux et Bayonne, alors que son leader figure au troisième rang du classement général, pour protester contre un nouvel incident de course impliquant Georget,.

#### Spécialiste des classiques (1908-1909)

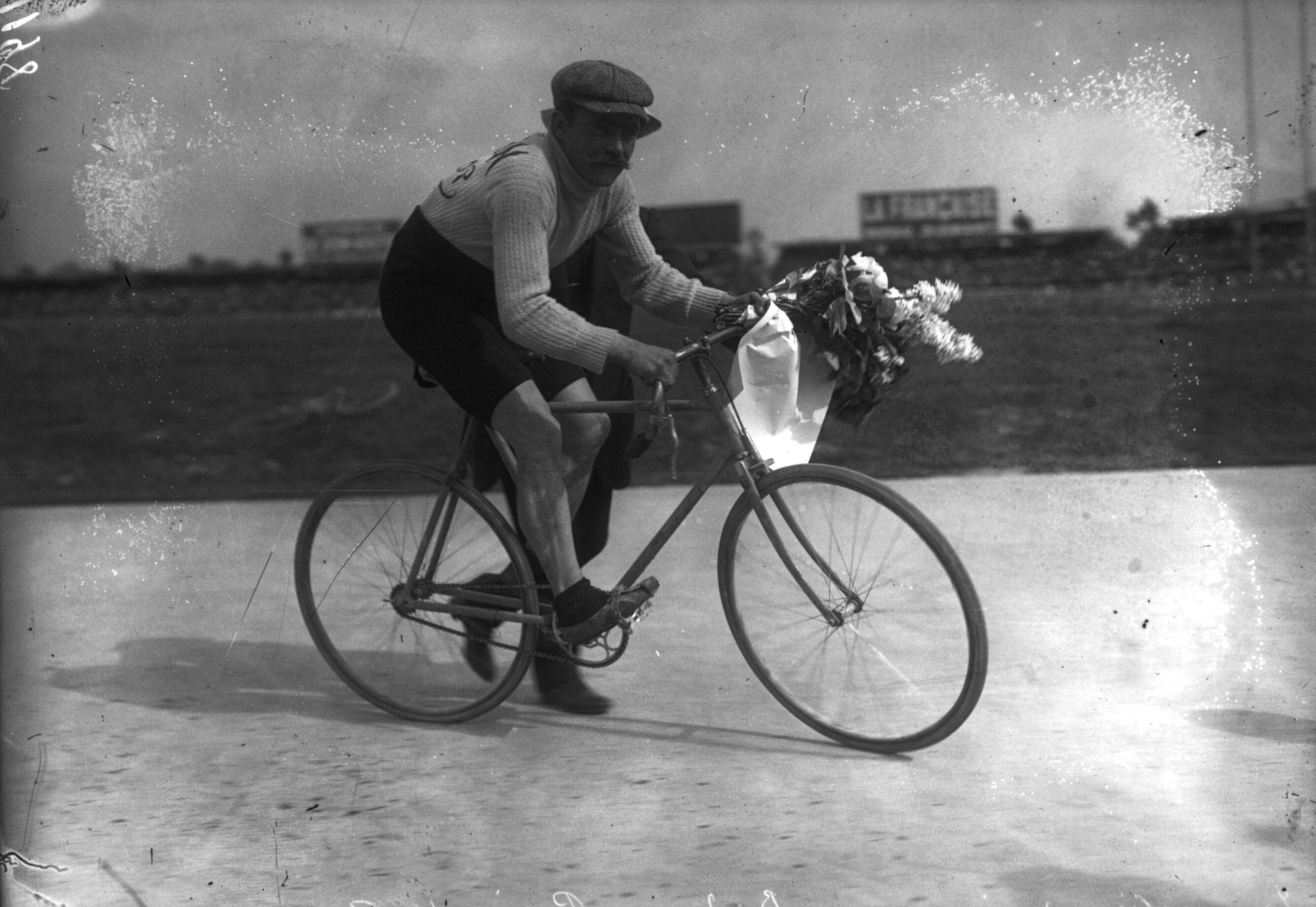
Trousselier après sa victoire sur Bordeaux-Paris en 1908.

Louis Trousselier connaît de nouvelles mésaventures sur le Tour de France 1908 : dès la première étape, il est victime d'une violente chute qui provoque la rupture de son cadre. Autorisé à réparer sa machine lors du jour de repos, il se présente en fait au départ de la deuxième étape avec un cadre neuf, ce qui est interdit par le règlement. Il est alors exclu par le directeur de la course, Henri Desgrange, tandis que l'équipe Alcyon se retire une nouvelle fois en guise de protestation.
Trousselier brille cependant sur les classiques lors de cette même saison. Cinquième de Milan-San Remo malgré plusieurs chutes, il termine au même rang sur Paris-Roubaix, mais également troisième de Paris-Bruxelles et deuxième du championnat de France. Il remporte Bordeaux-Paris avec 26 minutes d'avance sur son coéquipier Cyrille van Hauwaert, battant au passage le record de l'épreuve. Cette épreuve fait cependant naître une rivalité entre les deux hommes : seuls en tête de la course après Tours, Van Hauwaert et Trousselier concluent un pacte provisoire, promettant de s'entraider jusqu'à la vallée de Chevreuse, où le meilleur des deux fera la différence. Reparti le premier du point de contrôle de Blois, Trousselier modère donc son allure pour attendre le coureur belge, mais tandis que ce dernier tarde à le rejoindre, Eugène Christophe, l'un des entraîneurs de Trousselier, le convainc de ne plus attendre et de relancer l'allure. À l'arrivée à Paris, Van Hauwaert, dont le retard n'a cessé de croître, laisse éclater sa colère et jure de prendre sa revanche l'année suivante.

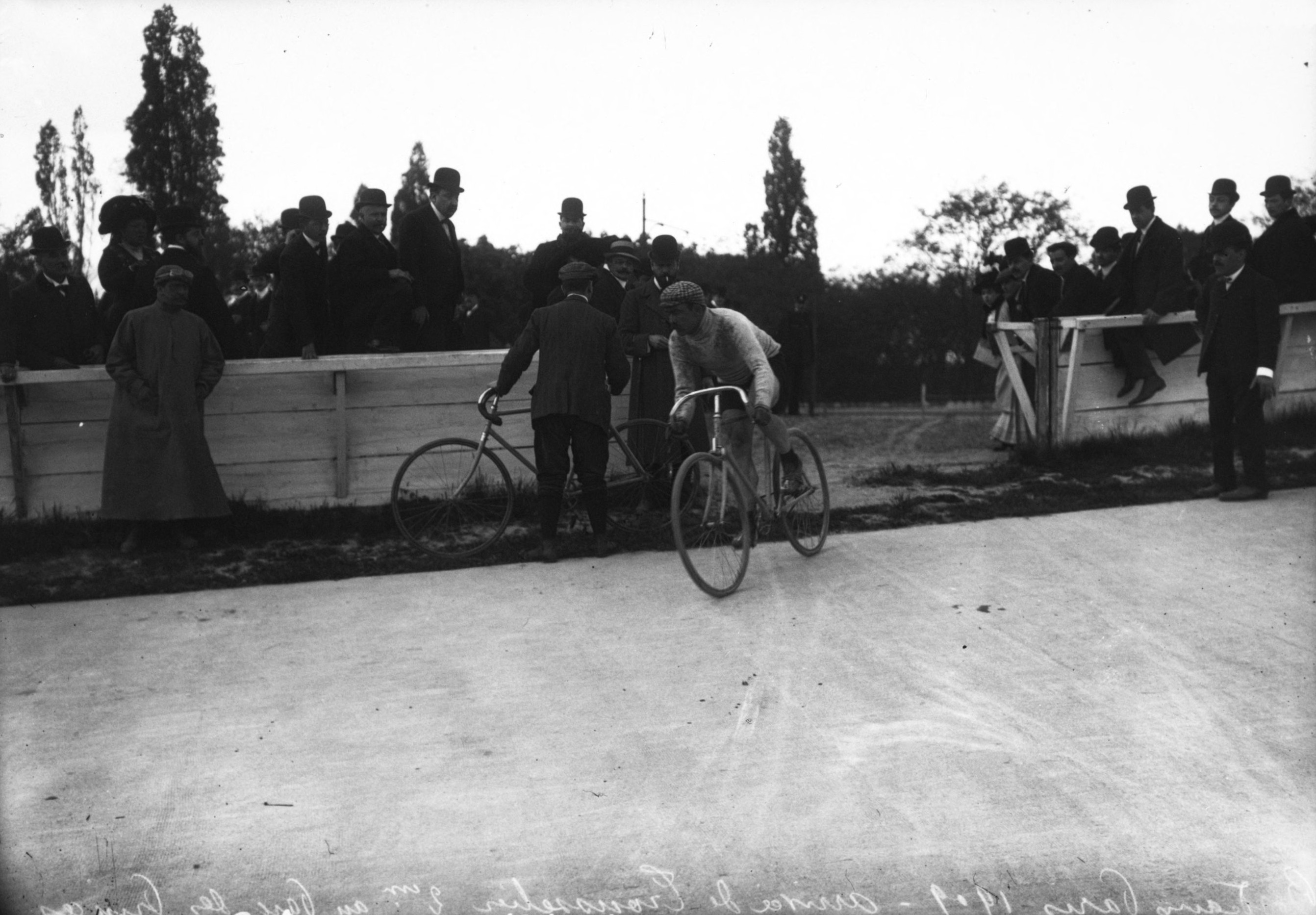
Louis Trousselier à l'arrivée de Bordeaux-Paris en 1909.

Au printemps 1909, Louis Trousselier se montre à son meilleur niveau sur les classiques. Dans Paris-Roubaix, il prend la tête de la course dans la côte de Doullens en compagnie des Belges Jules Masselis et Cyrille Van Hauwaert. Le jeune Octave Lapize, un temps distancé, rejoint la tête, de même que Georges Passerieu. Après la chute de ce dernier et la crevaison de Van Hauwaert, ils ne sont plus que trois à se disputer la victoire sur le vélodrome de Roubaix. Louis Trousselier lance le sprint mais il fait une embardée sur la pelouse qui jouxte la piste à cause d'un guidon mal serré, et c'est finalement Lapize qui l'emporte, doublant ses adversaires à l'extérieur. Il remporte ainsi sa première victoire chez les professionnels, tandis que Trousselier monte pour la troisième fois sur le podium de l'épreuve. Dans Bordeaux-Paris, disputé dans des conditions de froid intense, il s'échappe à Poitiers et conserve la tête jusqu'au contrôle de Sainte-Maure-de-Touraine, mais cède finalement la victoire à son coéquipier Cyrille Van Hauwaert qui le devance de près de 20 minutes à Paris.
La même année, il prend le départ du Tour d'Italie, sa seule participation à cette épreuve, au sein de l'équipe Stucchi, qui enrôle plusieurs coureurs belges et français. Il abandonne cependant dès la troisième étape,. Sur le Tour de France, Trousselier réalise une performance exceptionnelle sur la onzième étape : il place une attaque peu après la sortie de Bordeaux et mène une échappée victorieuse de près de 300 kilomètres. Il est finalement 8e du classement général.
Il conclut sa saison par un nouveau podium sur une classique en prenant la troisième place du Tour de Lombardie.

#### Dernières saisons

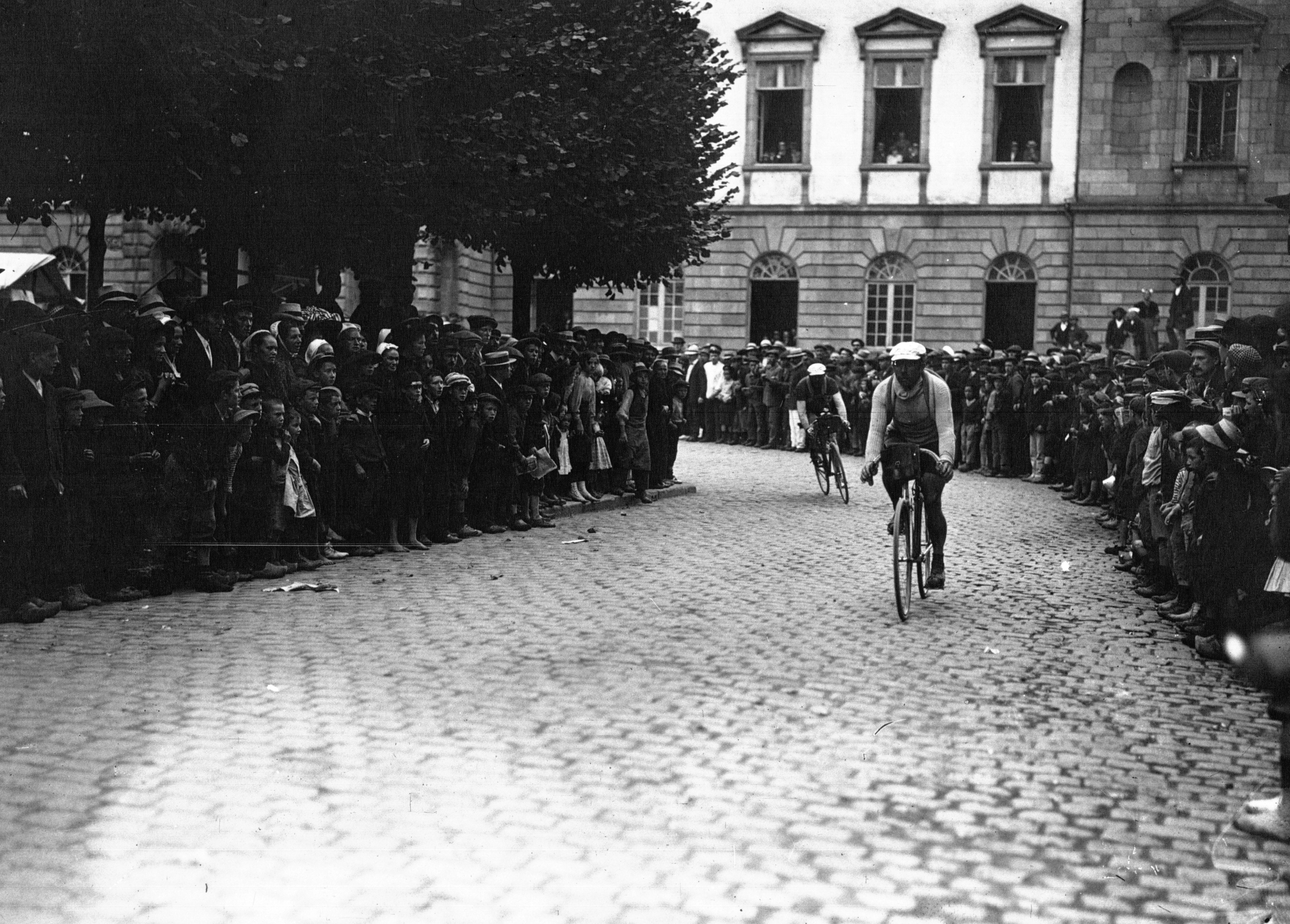
Trousselier passe au contrôle de Morlaix sur Paris-Brest-Paris 1911.

En 1910, Louis Trousselier monte de nouveau sur la deuxième marche du podium de Bordeaux-Paris, et comme l'année précédente, gagne l'étape du Tour de France qui s'achève à Nantes, en battant au sprint ses compagnons d'échappée. Il s'agit de la dernière victoire de sa carrière. 

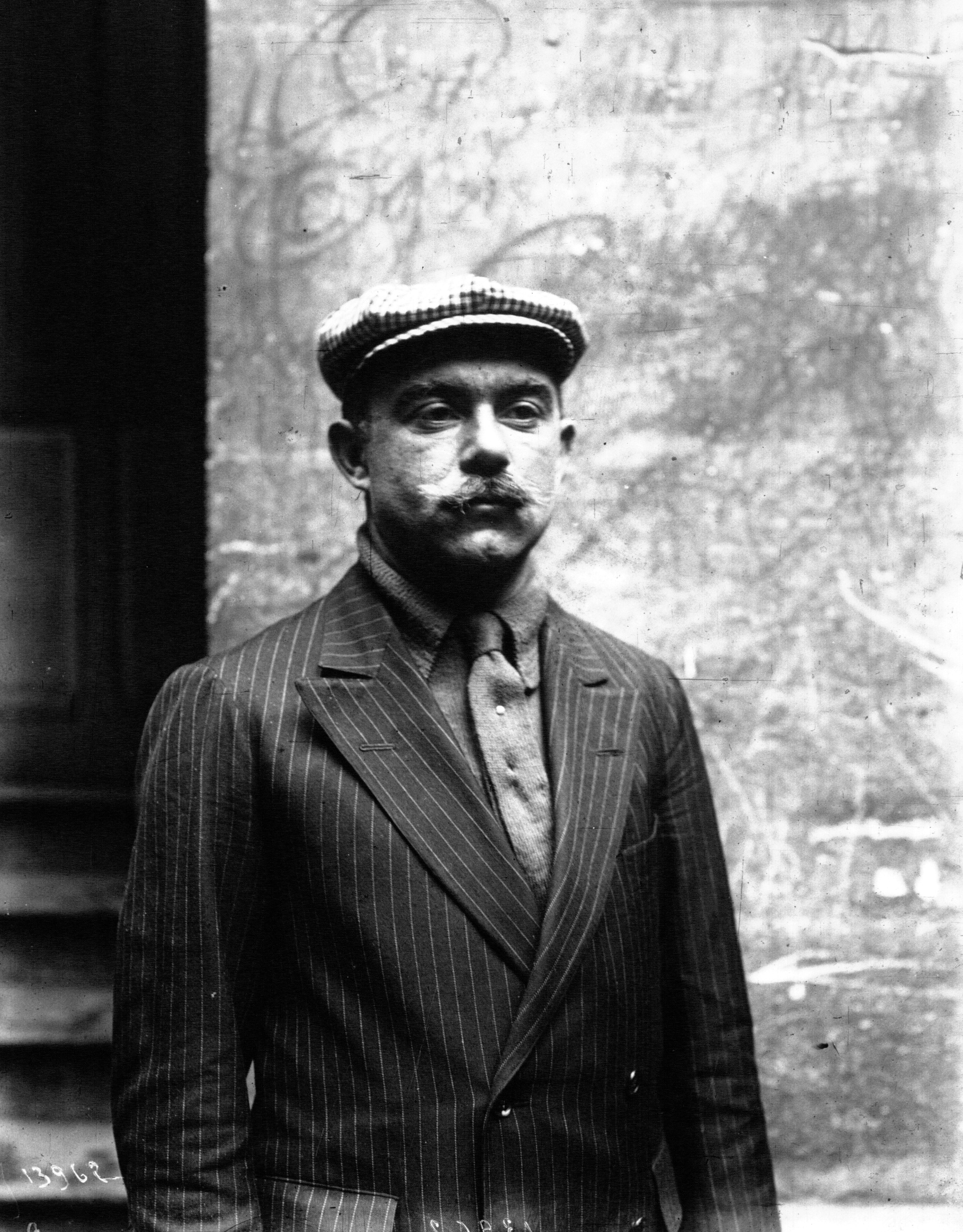
Louis Trousselier avant le départ du Tour de France 1911.

Au début de la saison 1911, il se classe deuxième de Milan-San Remo derrière Gustave Garrigou, son coéquipier chez Alcyon, puis au début du mois de septembre, il participe à la troisième édition de Paris-Brest-Paris, une course qui se déroule uniquement tous les dix ans. En bonne condition physique, il ne peut disputer ses chances jusqu'au bout : une violente chute le contraint à abandonner.
Louis Trousselier obtient son dernier résultat significatif sur Bordeaux-Paris en 1914. Une accélération des Belges Cyrille Van Hauwaert et Marcel Buysse à la sortie d'Orléans provoque une cassure dans le peloton. Trousselier tente de refaire une partie de son retard, d'abord au sein d'un petit groupe de poursuivants, puis seul dans la côte de Dourdan, au sommet de laquelle il passe en seconde position devant Buysse, ralenti par une crevaison. Ce dernier rattrape puis dépasse finalement Trousselier, de même qu'un autre Belge, Paul Deman, vainqueur à l'arrivée. Victime de plusieurs chutes entre Versailles et Paris, Louis Trousselier parvient néanmoins à conserver sa 4e place.
Il participe une dernière fois au Tour de France en 1914, engagé au sein de la formation Automoto-Continental comme équipier de Lucien Petit-Breton. Il traverse l'épreuve dans un relatif anonymat et se place au 38e rang du classement général, à près de 24 h du vainqueur Philippe Thys.

### Après carrière

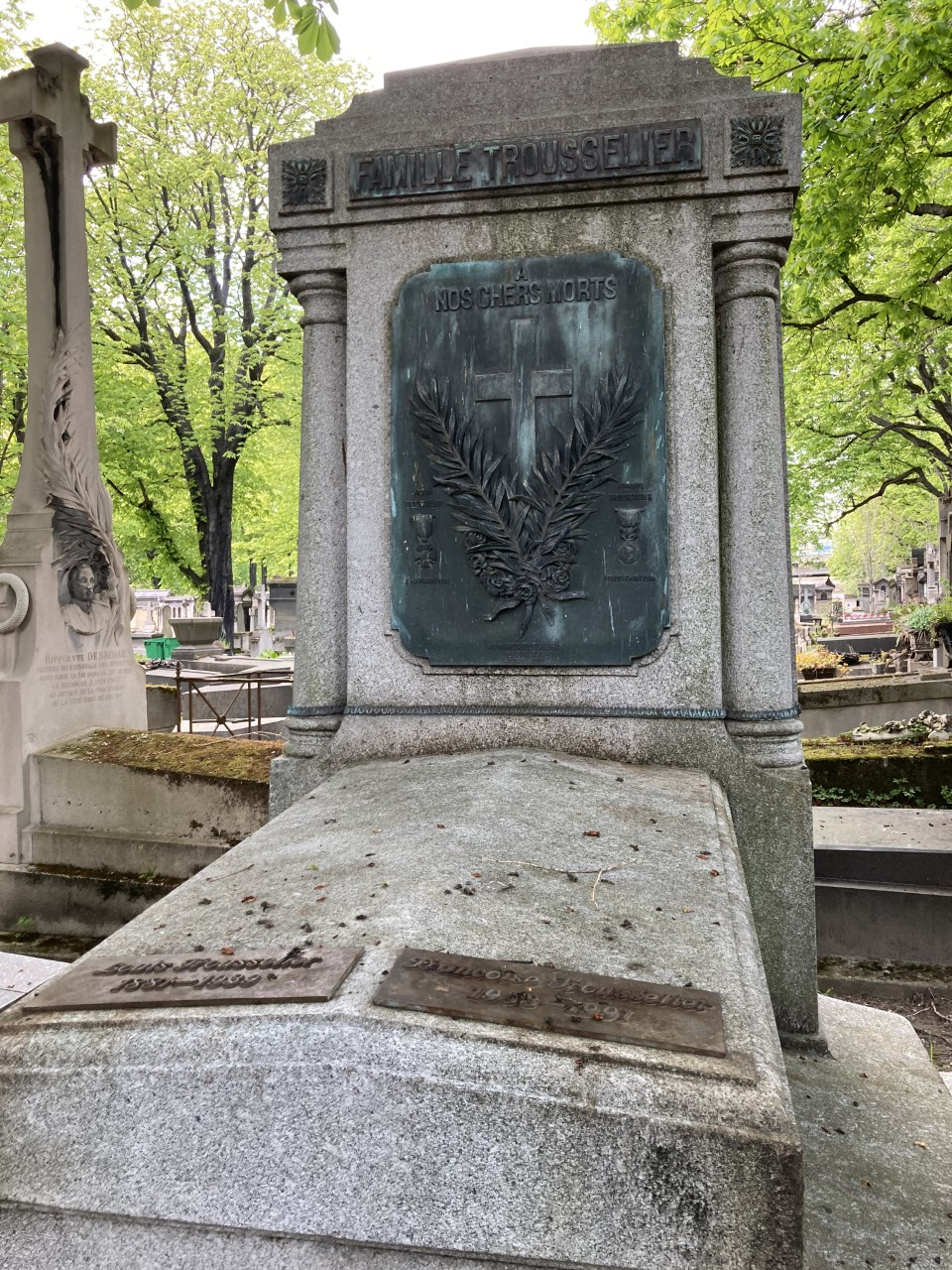
Sépulture de la famille Trousselier au cimetière des Batignolles.

Le déclenchement de la Première Guerre mondiale intervient quelques jours après l'arrivée du Tour de France. Comme de nombreux coureurs, Louis Trousselier est mobilisé et rejoint le 17e bataillon de chasseurs à pied à Brienne-le-Château. Il sert pendant le conflit comme motocycliste au sein de la 5e armée. Sa famille est touchée par plusieurs drames au cours de ces années, avec la mort au front de deux de ses frères, Auguste et Victor, et de sa mère,.
Après la fin de la guerre, il abandonne sa carrière sportive pour reprendre l'entreprise familiale de fleuriste. Il se marie le 27 avril 1929 à la mairie du 16e arrondissement de Paris avec Gilberte Geoffroy.
Il meurt à son domicile de la rue Raffaëlli, dans le 16e arrondissement de Paris, le 24 avril 1939, quelques jours seulement après son père. Ses obsèques sont célébrées trois jours plus tard en l'église Sainte-Jeanne-de-Chantal, en présence de nombreux champions cyclistes. Il est inhumé au cimetière des Batignolles (8e division). En son honneur, un prix Louis-Trousselier est disputé au mois de mai suivant sur la piste du vélodrome du Parc des Princes.

## Style et personnalité

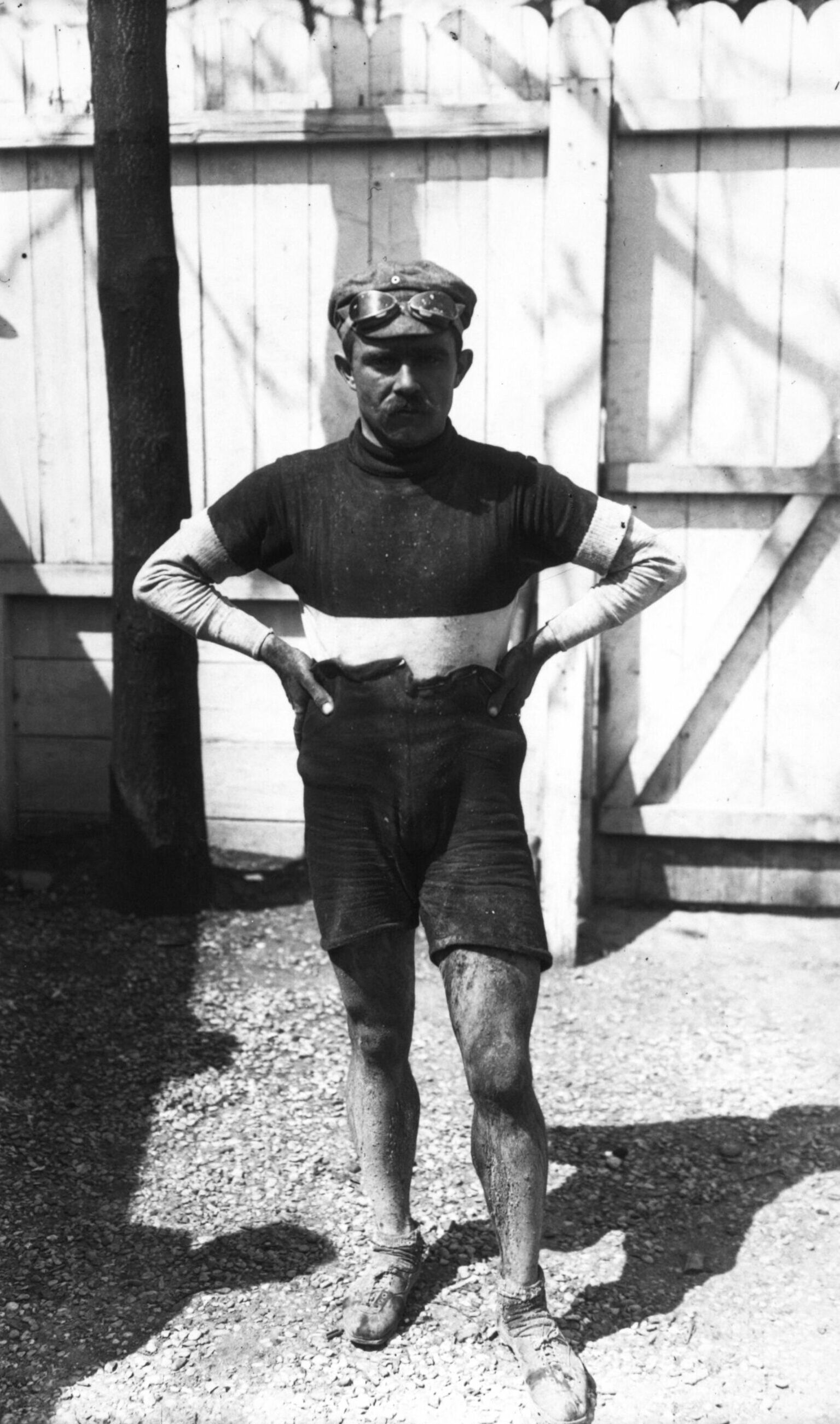
Louis Trousselier après l'arrivée de Bordeaux-Paris en 1910.

Le journaliste Pierre Chany considère Louis Trousselier comme « l'un des routiers les plus brillants des années 1900-1910 ». Selon le docteur Deschamps de Roye-Hébert, rédacteur du magazine La Vie au grand air, c'est un coureur doté de « qualités moyennes » et qui n'est pas un « grimpeur renommé », mais un cycliste « endurant et courageux ». Son endurance lui vaut d'être particulièrement redoutable sur les classiques de longue distance, à l'image de Bordeaux-Paris, qu'il qualifie lui-même de « course la plus dure ». L'ancien coureur Robert Coquelle le présente comme un fin tacticien, doté d'une « souplesse extraordinaire » et d'une « adresse proverbiale ».
Coureur apprécié du grand public, Louis Trousselier est surnommé « Trou-Trou », mais aussi « le fleuriste », en raison de la profession de ses parents. Au début de sa carrière, il est parfois nommé « Levaloy » dans la presse spécialisée.
Le journaliste Jacques Augendre affirme que Louis Trousselier « offrait l'image d'un homme désinvolte, arrogant et flambeur », qui « contrôlait difficilement ses impulsions ». Adepte des jeux d'argent, Louis Trousselier perd la totalité de ses gains dans le Tour de France 1905 le soir même de l'arrivée à Paris, lors d'une partie de dés entre amis au Vélodrome Buffalo,.

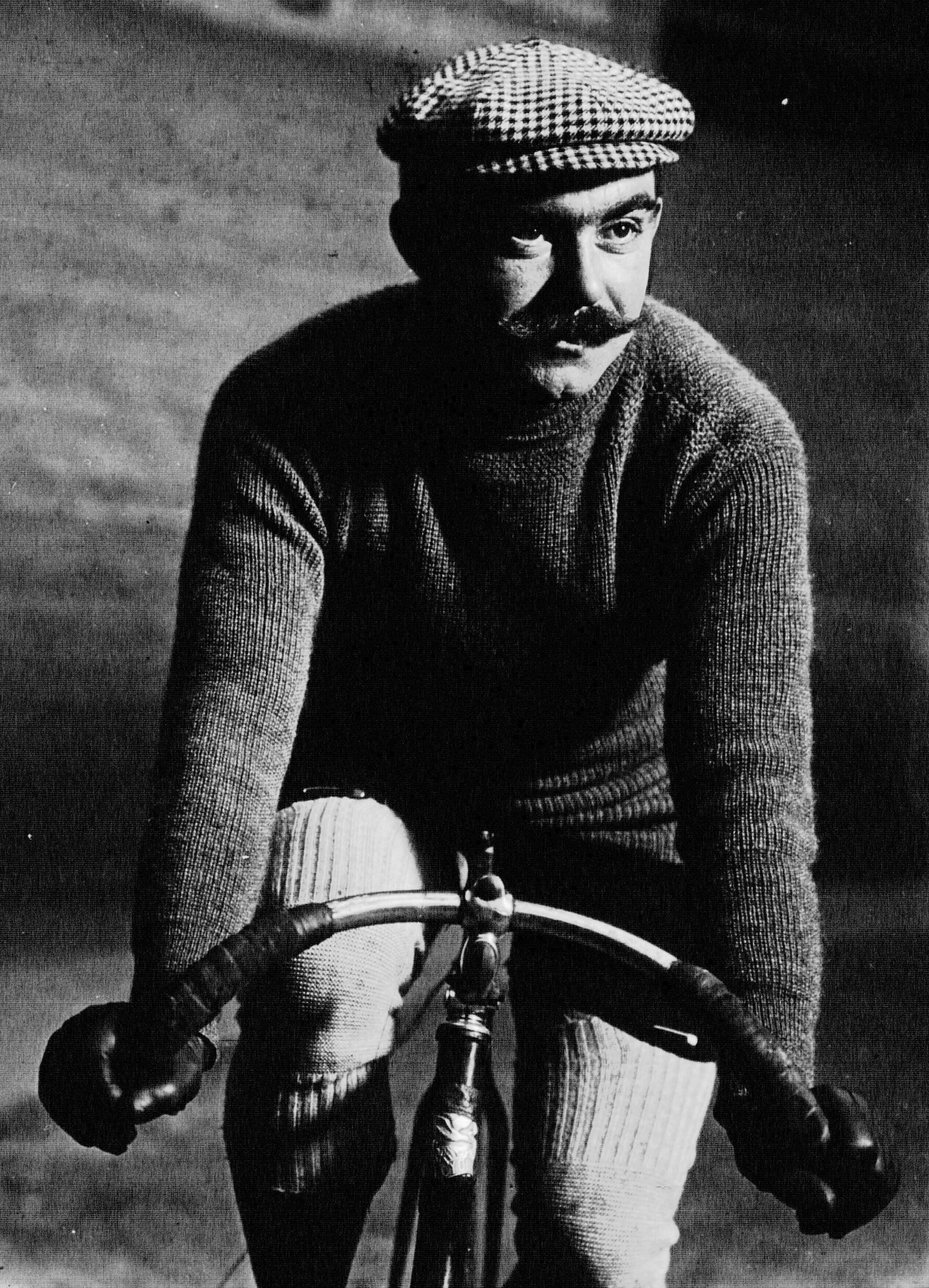
Louis Trousselier en 1911.

Mustapha Kessous et Clément Lacombe le décrivent comme un coureur à « l'esprit joueur », ayant toujours le mot pour rire, et à qui il arrive de se laisser distancer volontairement par un adversaire « pour le seul plaisir d'avoir un défi et de devoir rattraper l'échappé ».
Georges Berretrot, présentateur de grands évènements sportifs parisiens au début du XXe siècle, rapporte une anecdote pour mettre en valeur le caractère facétieux du coureur : « Avec deux ou trois camarades, Trousselier se rendait par la route de Melun à Fontainebleau ou à Rambouillet ; là, ils choisissaient de préférence l'hostellerie la meilleure. Ils commandaient le repas le plus cher et discutaient de leur valeur athlétique en mangeant, faisant semblant de se quereller, se lançant des défis et prenant le patron à témoin. Alors, après le café, on voyait ceci : l'hôtelier, avec sa serviette, donnait le départ du sprint qui, soi-disant, devait avoir lieu sur un kilomètre, et qui, en réalité, durait jusqu'à Paris... car nos gaillards oubliaient toujours de revenir pour régler la note ».

## Palmarès
Louis Trousselier fait partie des coureurs ayant remporté le Tour de France lors de leur première participation, en compagnie de Maurice Garin en 1903 (première édition de l'épreuve), Henri Cornet en 1904, Jean Robic en 1947, Fausto Coppi en 1949, Hugo Koblet en 1951, Jacques Anquetil en 1957, Felice Gimondi en 1965, Eddy Merckx en 1969, Bernard Hinault en 1978, Laurent Fignon en 1983 et Tadej Pogačar en 2020.
Vainqueur à la fois de Paris-Roubaix et du Tour de France, il est l'un des sept coureurs, avec Octave Lapize, Fiorenzo Magni, Louison Bobet, Jan Janssen, Eddy Merckx et Bernard Hinault, à remporter une classique flandrienne et un grand tour la même année.

### Par années
| - 1897 - Paris-Château-Thierry - 1898 - Paris-Château-Thierry - 1899 - Paris-Meaux - Coupe Galitzin - 2e de Paris-Rouen - 1900 - Paris-Pontoise - Médaillé de bronze de la course aux points des Jeux olympiques de Paris - 1902 - Paris-Rennes - Toulouse-Luchon-Toulouse - 1903 - Roubaix-Anvers - Guingamp-Lamballe-Guingamp - 3e de Paris-Roubaix - 1905 - Tour de France : - Classement général - 1re, 3e, 5e, 7e, et 9e étapes - Paris-Roubaix - Paris-Valenciennes - Bruxelles-Roubaix - 1906 - 7e, 9e, 10e et 11e étapes du Tour de France - Paris-Tourcoing - 2e du Bol d'or - 2e de Paris-Tours - 3e du Tour de France - 3e de Bordeaux-Paris - 4e de Paris-Roubaix | - 1907 - 1re et 2e étapes du Tour de France - 2e de Paris-Dieppe - 3e du championnat de France sur route - 3e de Paris-Roubaix - 3e de Paris-Rouen - 1908 - Bordeaux-Paris - 2e du championnat de France sur route - 3e de Paris-Bruxelles - 5e de Paris-Roubaix - 5e de Milan-San Remo - 1909 - 11e étape du Tour de France - 2e de Paris-Roubaix - 2e de Bordeaux-Paris - 3e du Tour de Lombardie - 8e du Tour de France - 1910 - 12e étape du Tour de France - 2e du Circuit de Brescia - 2e de Paris-Tours - 2e de Bordeaux-Paris - 9e de Paris-Bruxelles - 1911 - 2e de Milan-San Remo - 1914 - 2e de Paris-Nancy - 4e de Bordeaux-Paris |  |

### Résultats sur les grands tours

#### Tour de France
9 participations 
- 1905 : Vainqueur du classement général, vainqueur des 1re, 3e, 5e, 7e et 9e étapes, leader pendant 10 jours
- 1906 : 3e du classement général, vainqueur des 7e, 9e, 10e et 11e étapes
- 1907 : abandon (non-partant 10e étape), vainqueur des 1re et 2e étapes, leader pendant 2 jours
- 1908 : abandon (non-partant 2e étape)
- 1909 : 8e du classement général, vainqueur de la 11e étape
- 1910 : abandon (14e étape), vainqueur de la 12e étape
- 1911 : abandon (3e étape)
- 1913 : 11e du classement général
- 1914 : 38e du classement général

#### Tour d'Italie
1 participation 
- 1909 : abandon